# Dave Wyndorf
David Albert Wyndorf, detto Dave (Red Bank, 28 ottobre 1956), è un cantante e chitarrista statunitense.

## Biografia
Nel 1989 ha fondato il gruppo stoner rock Monster Magnet, di cui è cantante, autore, chitarrista e produttore.

## Discografia
Album in studio con i Monster Magnet
- 1991 - Spine of God
- 1993 - Superjudge
- 1995 - Dopes to Infinity
- 1998 - Powertrip
- 2000 - God Says No
- 2004 - Monolithic Baby!
- 2007 - 4 Way Diablo
- 2010 - Mastermind
- 2013 - Last Patrol
- 2014 - Milking the Stars: A Re-Imagining of Last Patrol
- 2018 - Mindfucker
- 2021 - A Better Dystopia